# Hannie Schaftová
Jannetje Johanna "Hannie" Schaftová (16. září 1920, Haarlem – 17. dubna 1945, Bloemendaal) byla nizozemská komunistická odbojářka za 2. světové války. V Nizozemsku je známa také jako Dívka s rudými vlasy (Het meisje met het rode haar), což je název životopisné knihy Theuna de Vriese a filmu na její motivy z roku 1981 (režie Ben Verbong, hlavní role Renée Soutendijková). Její přezdívka v odboji byla Hannie, v Nizozemsku jí po válce média proto nazývala právě takto.
Na začátku války byla studentkou práv na Amsterdamské univerzitě. Odmítla podepsat prohlášení podporující německou okupaci, načež byla ze školy vyloučena. Vrátila se do rodného Haarlemu a vstoupila do odbojového hnutí Raad van Verzet, které mělo blízko ke Komunistické straně Nizozemska. Dne 21. března 1945 byla zatčena při roznášce ilegálních komunistických novin de Waarheid a 17. dubna, tři týdny před koncem války, byla popravena. Voják, který ji měl zastřelit, ji nejprve dokázal jen postřelit. Schaftová mu řekla: „Střílím líp než ty.“ Byla zastřelena v dunách u Bloemendaalu, jako mnoho jiných odbojářů. Po válce zde vykopali 422 obětí – Schaftová mezi nimi byla jediná žena.
V anketě Největší Nizozemec z roku 2004 obsadila 19. místo.